# Sjaak Swart
Jesaia Swart, známý jako Sjaak Swart (* 3. července 1938 Muiderberg) je bývalý nizozemský fotbalista. Na postu pravého křídelního útočníka odehrál celou seniorskou kariéru v AFC Ajax, za věrnost klubu získal přezdívku Mister Ajax.
Narodil se v rybářské vesnici Muiderberg na pobřeží zálivu Markermeer v židovské rodině, jeho rodina přežila válku díky falešným dokladům. Za Ajax hrál od jedenácti let, v A-týmu odehrál sedmnáct prvoligových sezón a je s 596 zápasy (včetně přípravných) rekordmanem klubu. Osmkrát s klubem vyhrál Eredivisie (1957, 1960, 1966, 1967, 1968, 1970, 1972, 1973), pětkrát Nizozemský fotbalový pohár (1961, 1967, 1970, 1971, 1972), jednou Rappanův pohár (1962), třikrát Pohár mistrů evropských zemí (1971, 1972, 1973), dvakrát Superpohár UEFA (1972) a jednou Interkontinentální pohár (1972).
Za reprezentaci Nizozemska odehrál 31 zápasů a vstřelil v nich deset branek.